# Clube Deportivo Coyotes Neza
O Clube Deportivo Coyotes Neza ou melhor conhecido como Coyotes Neza é um time de futebol mexicano que atualmente fica na terceira divisão do futebol mexicano. Tem como sede a cidade Nezahualcóyotl no estado do México. O treinador do time é Miguel Ángel Limón.